# Arthroleptis adolfifriederici
Arthroleptis adolfifriederici es una especie de anfibios de la familia Arthroleptidae.
Habita en Burundi, República Democrática del Congo, Kenia, Ruanda, Tanzania y Uganda.
Sus hábitats naturales son bosques tropicales o subtropicales, montanos secos tropicales o subtropicales y zonas antiguamente boscosas ahora degradadas.
Está amenazada de extinción por la pérdida de su hábitat natural.